# لارنس، شهرستان مارکت، ویسکانسین
لارنس (به انگلیسی: Lawrence) یک منطقهٔ مسکونی در ایالات متحده آمریکا است که در شهرستان مارکوت، ویسکانسین واقع شده‌است. لارنس ۲۷۶٫۱۵ متر بالاتر از سطح دریا واقع شده‌است.